# Festa (album)
Festa è il quinto album di Alex Britti, pubblicato nel 2005.

## Descrizione
Distribuito nei negozi di dischi nel Settembre 2005, l'album si era già fatto notare grazie al singolo di traino Prendere o lasciare, trasmessa per tutto il periodo estivo. Altri singoli estratti sono Festa e Quanto ti amo
Ristampato nel 2006 per la sua partecipazione al Festival di Sanremo 2006 con il brano Solo con te.
L'album ha venduto 17 432 copie in Italia.

## Tracce
Edizione originale 2005
1. Festa – 3:32
2. Le cose che ci uniscono – 3:29
3. Prendere o lasciare – 3:10
4. Tornano in mente – 4:39
5. Una – 3:02
6. ...e dopo cercami – 3:57
7. 5 – 6:37
8. Quanto ti amo – 3:46
9. Un po' con te – 3:24
10. Polvere di marmo – 4:27
11. Immagini – 4:24
12. Eccoci qua – 2:54

Edizione Sanremo 2006
1. Festa – 3:32
2. Le cose che ci uniscono – 3:29
3. Prendere o lasciare – 3:10
4. Tornano in mente – 4:39
5. Una – 3:02
6. ...e dopo cercami – 3:57
7. 5 – 6:37
8. Quanto ti amo – 3:46
9. Un po' con te – 3:24
10. Polvere di marmo – 4:27
11. Immagini – 4:24
12. Eccoci qua – 2:54
13. ...solo con te – 3:36

## Musicisti
- Alex Britti - voce, chitarra, basso, programmazione batteria
- Roberto Gallinelli - basso
- Geoff Westley - direzione orchestra su “Solo con te”
- Lele Melotti - batteria su “Solo con te”
- Francesco Villani - pianoforte, tastiere
- Jack Tama - percussioni
- Michael Applebaum - tromba
- Orchestra di Roma - archi su “Solo con te”